# Vyšná Kamenica
Vyšná Kamenica (maďarsky Felsőkemence) je obec na Slovensku v okrese Košice-okolí v Košickém kraji. Žije v ní 393 obyvatel.

## Historie
První písemná zmínka o obci pochází z roku 1420. Místní kostel je však starší.

## Pamětihodnosti
- Evangelický kostel, jednolodní původně gotická stavba s polygonálním ukončením presbytáře a představěnou věží z první poloviny 14. století. V 16. a 17. století byl kostel rozšířen západním směrem, v tomto období vznikla věž se současným vstupem. Z původních středověkých prvků se kromě obvodových stěn zachovaly okna v presbytáři. V interiéru se zachovaly stopy po původních žebrech gotické klenby. Interiér je plochostropý. Kostel má hladké fasády, okna jsou segmentově ukončena. Věž má jehlancovou helmici.[5]
- Severovýchodně od vesnice se nachází nevelké pozůstatky středověkého hradu, zvaného Herľany.